# Carmi (Illinois)
Carmi je grad u američkoj saveznoj državi Ilinois. Prema popisu stanovništva iz 2010. u njemu je živjelo 5.240 stanovnika.